# Gaylussacia baccata
Gaylussacia baccata es una especie de planta fanerógama perteneciente a la familia de las ericáceas.

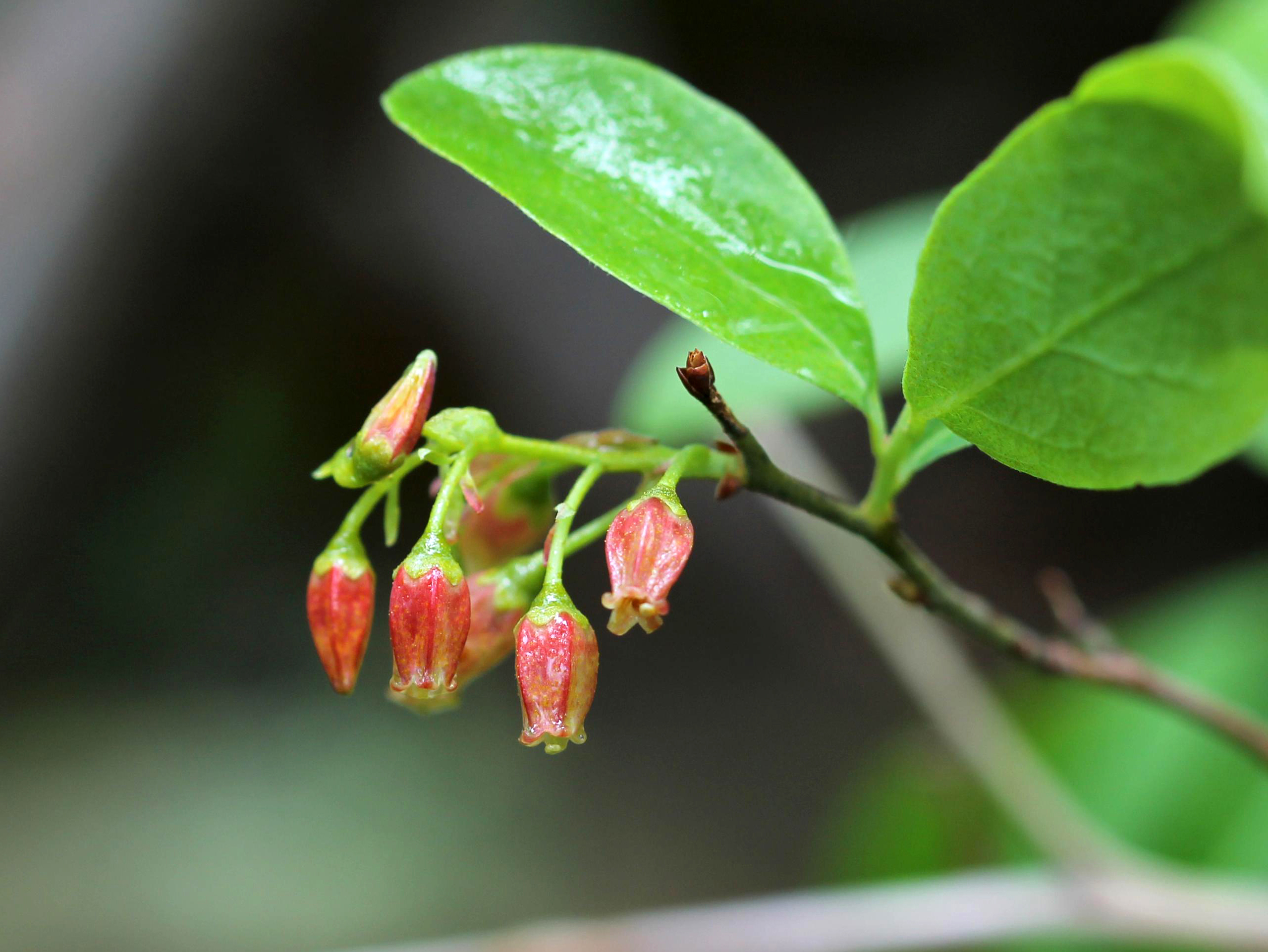
Flores

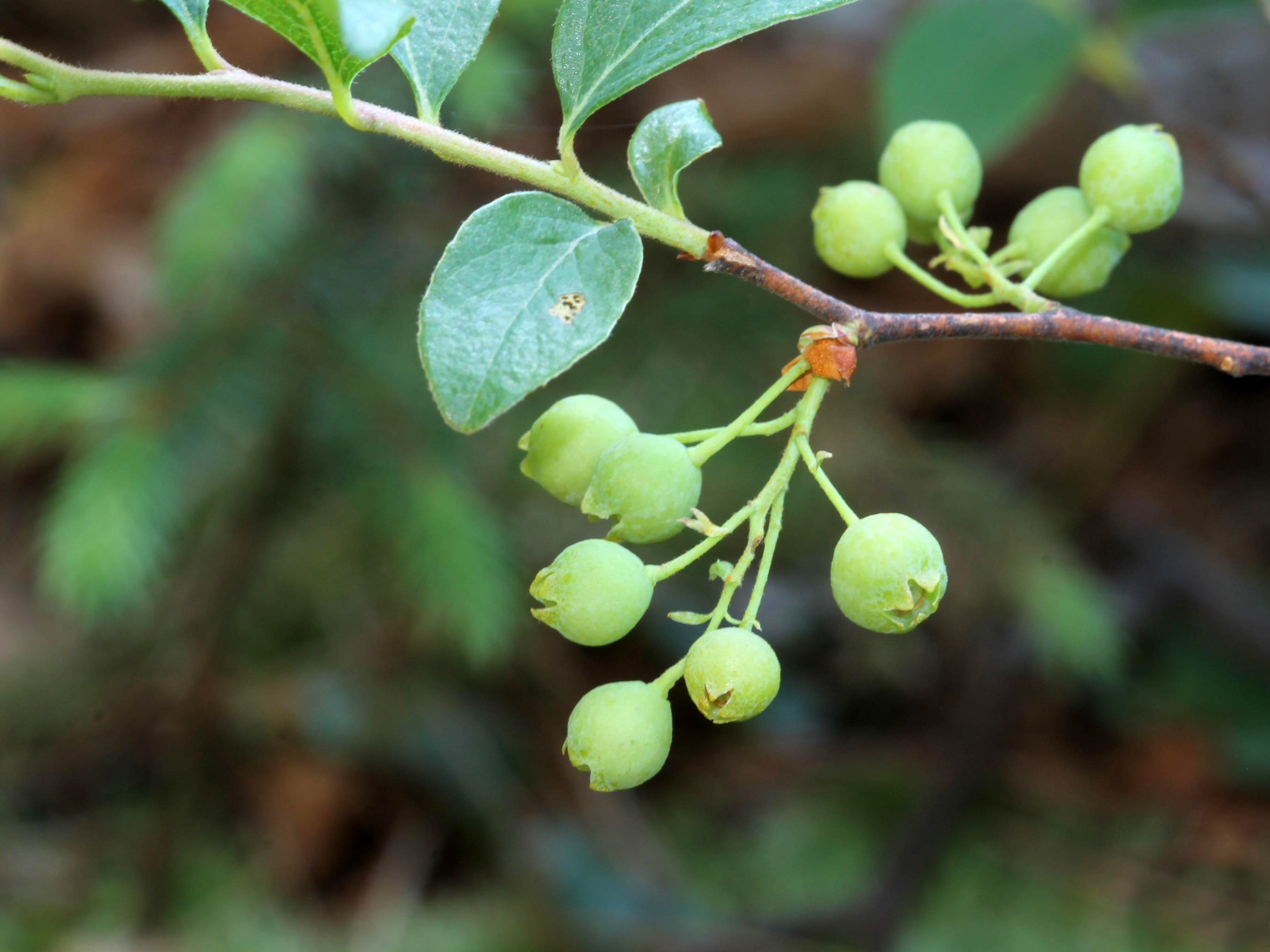
Fruto

## Descripción
Se parece mucho a las especies de arándanos (Vaccinium) con las que crece, pero se puede identificar fácilmente por los numerosos puntos de resina en el envés de las hojas que brillan cuando se ve a la luz. Es un colonizador clonal vigoroso.

## Taxonomía
Gaylussacia baccata fue descrita por (Wangenh.) K.Koch y publicado en Dendrologie 2(1): 93. 1872.
Sinonimia
- Adnaria resinosa (Torr. & A.Gray) Kuntze
- Andromeda baccata Wangenh.
- Decachaena baccata (Wangenh.) Small
- Decachaena baccata var. glaucocarpa (B.L.Rob.) Small
- Decamerium resinosum Nutt.
- Gaylussacia resinosa (Aiton) Torr. & A.Gray
- Gaylussacia resinosa var. glaucocarpa B.L.Rob.
- Gaylussacia resinosa var. leucocarpa Porter
- Gaylussacia resinosa f. leucocarpa Britton
- Vaccinium glabrum P.Watson
- Vaccinium parviflorum Andrews
- Vaccinium resinosum Aiton[2]